# TLX2
TLX2‏ (T cell leukemia homeobox 2) هوَ بروتين يُشَفر بواسطة جين TLX2 في الإنسان.